# Elisabeth Kuyper
Elisabeth Lamina Johanna (Lize) Kuyper (Amsterdam, 13 september 1877 - Viganello, Ticino, Zwitserland, 26 februari 1953) was een Nederlandse componiste, pianiste en dirigente.

## Leven en werk
Ze was dochter van Joannes Kuyper en Elisabeth Johannes Frederika Robin wonende in de Westerstraat. Haar ouders hadden een winkel in de Jordaan, maar moesten die opgeven toen haar moeder ziek werd. Toch was er genoeg geld voor een Pleyel-piano waarop Lize al vroeg begon te studeren. Vanaf haar twaalfde volgde ze de vakopleiding aan de Amsterdamse Toonkunst-muziekschool, waar ze les kreeg van onder anderen Frans Coenen sr. en Anton Averkamp. In 1895 studeerde ze 'met onderscheiding' af. Bij de diploma-uitreiking speelde ze twee eigen pianocomposities. In dezelfde periode werd haar korte komische opera Een Vrolijke Episode Uit Het Nederlandsche Volksleven opgevoerd (de muziek is verloren gegaan).
Na aanvullende lessen bij Daniël de Lange verhuisde Elisabeth Kuyper in 1896 naar Berlijn om haar studie voort te zetten aan de Königliche Hochschule für Musik, die toen geleid werd door Joseph Joachim. De sfeer in dit mannenbolwerk viel haar tegen, maar het ging beter toen ze in 1901 als eerste vrouw werd toegelaten tot de Meisterschüle für Komposition, waarvan Max Bruch een der toonaangevende figuren was. Ze ontwikkelde al spoedig een goede verstandhouding met Bruch. Hij gaf haar niet alleen les, maar ondersteunde haar op allerlei manieren met muzikale zowel als praktische en rechtspositionele zaken. Bij de premières van haar orkestwerken was hij meestal de dirigent.
Onder Bruchs mentoraat componeerde Kuyper een groot aantal werken die al spoedig werden uitgevoerd, niet alleen tijdens uitvoeringen op de Hochschule, maar ook daarbuiten tijdens openbare concerten. De Vioolsonate in A-majeur was het eerste werk dat van haar in druk verscheen, bij Muziekuitgeverij A.A. Noske in 1902.
In 1905 kreeg ze op voorspraak van Daniël de Lange, Max Bruch en Joseph Joachim een stipendium van de Staat der Nederlanden en kort daarna (als eerste vrouw) het Duitse Felix-Mendelssohn-Bartholdy-Staat-Stipendium. In deze periode schreef zij haar Vioolconcert in b-mineur, dat haar bekendste werk werd. Ook hiervan werd de première in 1908 door Bruch gedirigeerd. Ondanks de nieuwe muzikale ontwikkelingen van haar tijd behoorde haar stijl geheel tot de romantiek. Haar voorbeelden waren aanvankelijk Mendelssohn en Schumann, componisten die al tientallen jaren dood waren. Later evolueerde ze stilistisch naar Dvořák, Grieg en vooral haar mentor Bruch, wiens neiging tot veelvuldige modulaties ze overnam. Toch was ze geen klakkeloze navolgster van haar muzikale helden. Haar vakkundige componeertrant, haar melodische gave en haar instrumentatiekunst vielen bij het publiek en de meeste critici in de smaak.
In 1908 werd ze de eerste vrouwelijke docent voor muziektheorie en compositie aan de Hochschüle für Musik. Het was nodig dat ze voor een vaste aanstelling Pruisisch staatsburger werd, wat door de lange naturalisatieprocedure pas in 1912 gebeurde. Ook in dat jaar werd ze muziekcorrespondent voor de Nieuwe Rotterdamsche Courant. Dat is niet de enige parallel die haar carrière vertoont met die van de veertien jaar oudere Cornélie van Oosterzee, die Berlijns correspondent was voor het Algemeen Handelsblad en als componiste en dirigente soortgelijke successen, tegenvallers en uiteindelijke vergetelheid meemaakte als Elisabeth Kuyper. Beiden leefden in een tijd waarin de door mannen gedomineerde muzikale wereld nauwelijks openstond voor componerende en dirigerende vrouwen.
In 1908 begon Kuyper ook te dirigeren, eerst diverse vrouwenkoren en daarna ook symfonieorkesten. Omdat in die tijd vrouwen niet werden toegelaten als orkestlid of dirigent, richtte ze in 1910 het Berliner Tonkünstlerinnen Orchester op. Het had groot succes, maar bestond slechts twee jaar bij gebrek aan subsidies en sponsors. In 1913, ter gelegenheid van de manifestatie De Vrouw 1813-1913 in Amsterdam dirigeerde ze haar Festkantate en leidde Willem Mengelberg het Concertgebouworkest in haar Serenade in d-mineur.
Het lesgeven ging Elisabeth Kuyper niet gemakkelijk af, mede door de intriges aan de Hochschule. Toen ze in 1920 tijdens een ziekteverlof werd ontslagen, zag ze dat bijna als een opluchting. Ze kon nu weer volop componeren en werkte met Frederik van Eeden aan een muzikaal mysteriespel Beati pacifici. De samenwerking liep om onbekende redenen vast en het werk is nooit voltooid of opgevoerd. Ze begon ook weer te dirigeren en leidde vrouwenorkesten in Den Haag, Londen en New York. Ook hier draaide dit, ondanks artistieke successen, steeds uit op teleurstelling doordat geen fondsen konden worden bijeengebracht.
In de jaren 1926-1939 woonde Elisabeth Kuyper afwisselend in Berlijn en op diverse plaatsen in Zwitserland. Zij bleef componeren, concentreerde zich op vocale muziek en maakte uitstapjes naar de lichte muziek met titels als Dreams on the Hudson Waltz, Serenata Ticinese en American Lovesong. Andere liederen tonen invloed van Mahler en Strauss. Zij dirigeerde af en toe een symfonieorkest, maar over deze periode van haar leven is betrekkelijk weinig bekend. In 1939 vestigde ze zich in Muzzano bij Lugano in Ticino, waar ze geen werkvergunning kreeg. Zij zou door haar diabetes ook nauwelijks hebben kunnen werken, maar kwam nu wel in financiële problemen. Haar Berlijnse pensioen werd niet meer uitbetaald en bovendien werd haar muziek nergens uitgegeven of gespeeld. Pas na 1947 mocht ze af en toe dirigeren.
In 1953 stierf Elisabeth Kuyper, 75 jaar oud, in het ziekenhuis van het bij Muzzano gelegen Viganello als gevolg van een defect aan een petroleumkachel. Haar persoonlijke documenten en manuscripten bleven bewaard, maar toch is een deel van haar werk, waaronder de Symfonie in a-mineur uit de vroege jaren twintig, verloren gegaan. Haar muziek is vrijwel geheel vergeten en wordt niet meer uitgevoerd of opgenomen. In 1992 verschenen toch enkele liederen op een verzamel-cd en in 2014 verscheen een cd met haar 1e vioolsonate en haar vioolconcert.

## Selectie van werken

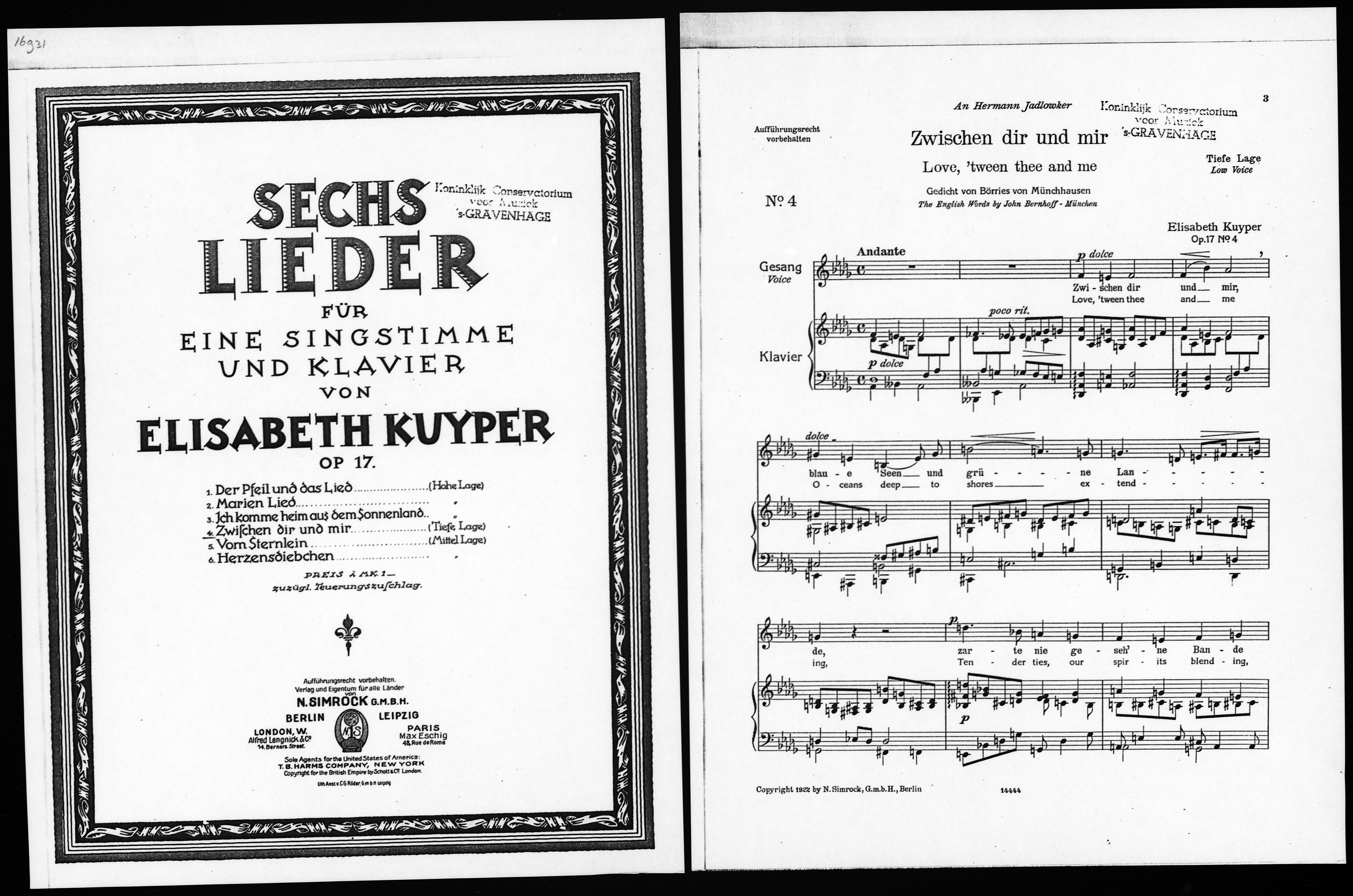
Sechs Lieder fur eine Singstimme und Klavier door Elisabeth Kuyper

- 1895: Opera Een vrolijke episode uit het Nederlands volksleven (verloren gegaan)
- 1901: Vioolsonate nr. 1 in A, op. 1
- 1903: Ballade voor cello en orkest
- 1905: Serenade voor orkest in d, op. 8
- 1908: Vioolconcert in b, op. 10
- 1910: Pianotrio in D, op. 13
- 1912: Festkantate voor vrouwenkoor, soli, declamatie en orkest
- 1920-1925: Symfonie in a (verloren gegaan)
- 1920-1925: Vioolsonate nr. 2 in b (verloren gegaan)
- 1921: Eudoxia's zang voor sopraan en orgel (tekst Frederik van Eeden)
- 1922: Hymne an die Arbeit voor koor, soli en orkest
- 1922: Sechs Lieder voor zangstem en piano, op. 17
- 1923: Das Lied von der Seele voor 7 solostemmen, orkest en dans
- 1925: Dreams on the Hudson waltz voor orkest
- 1928: Serenata Ticinese
- 1939: Das Lied voor bas en piano
- 1941: Ewig jung ist nur die Sonne voor mannenkoor a capella
- 1942: Erinnerung voor zangstem en piano
- 1944: American Lovesong voor zangstem en piano

Haar Ballade voor cello en orkest opus 11 werd op 30 juni 1912 uitgevoerd door het Concertgebouworkest onder leiding van Willem Mengelberg met als solist Gérard Hekking; het was een middagconcert met uitsluitend Nederlands werk. Op 14 september 1913, tijdens genoemd De Vrouw 1813-1913 speelde dezelfde combinatie zonder solist haar vijfdelige Serenade opus 8, het werk waarmee ze die Felix-Mendelssohn-Bartholdy-Staat-Stipendium verdiende. Ook dit werk werd uitgevoerd tijdens een middagconcert met uitsluitend Nederlandse werken. Die middag werden alleen werken van vrouwelijke componisten gespeeld: Cornélie van Oosterzee met haar Symfonie, Anna Lambrechts-Vos met delen uit Stemmingsbeelden voor strijkorkest en dus Elisabeth Kuyper uitgevoerd.
- Biografisch Portaal: 19887292
- Gemeinsame Normdatei: 116631910
- International Standard Name Identifier: 0000 0000 3175 8587
- Library of Congress Control Number: n94080402
- Nationale Bibliotheek van Letland: 000317196
- MusicBrainz: d2e0945b-9da1-4e2d-98bb-447a5b2c238c
- Nationale Bibliotheek van Israël: 987009864875205171
- Nederlandse Thesaurus van Auteursnamen: 085308307
- Réseau des bibliothèques de Suisse occidentale: 02-A023532786
- Virtual International Authority File: 62305250
- WorldCat: E39PBJfx7wvTppDmkFWbDF8Hmd